# Rhyacophila atomaria
Rhyacophila atomaria is een schietmot uit de familie Rhyacophilidae. De soort komt voor in China.